# Tomba romana di Lanuéjols

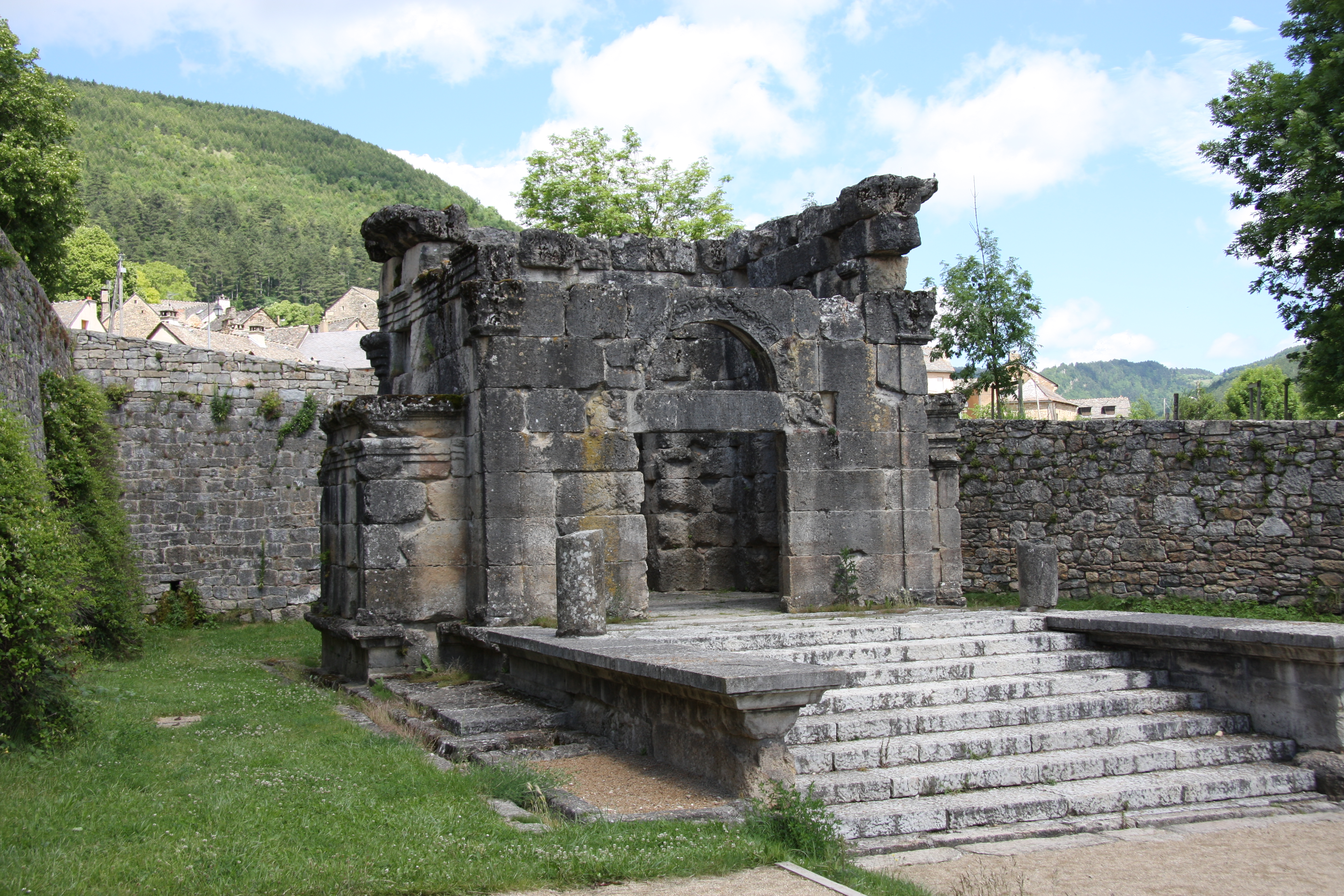
La tomba romana di Lanuéjols

La tomba romana di Lanuéjols (anche "mausoleo di Lanuéjols") è un monumento funebre di epoca romana, nel territorio del comune di Lanuéjols (Lozère, Francia). 

## Collocazione
La tomba era stata edificata sulle pendici del vallone di Valdonnez, racchiuso tra il Causses di Mende a nord e il monte Lozère a sud.
È situato sotto la strada dipartimentale, all'ingresso dell'abitato di Lanuéjols. È stato circondato da un muro moderno di contenimento della terra.

## Storia
Fu innalzata tra la fine del II e il III secolo in onore dei fratelli Lucio Pomponio Bassulo e Lucio Pomponio Balbino da parte dei genitori. In passato era stata datata tra il I secolo e il IV secolo.
Il complesso funerario venne scoperto nel 1813 sulle pendici del vallone e dal 1840 figura sulla lista dei monumenti storici francesi. 
Nel 1880 furono scoperte più a sud le fondazioni di un secondo monumento simile.

## Descrizione
Il monumento è costituito da una tomba a forma di tempio prostilo su un podio.
Il podio, a cui si accede per mezzo di una scalinata (restaurata nel 1999 e nel 2000), era bordato da una canalizzazione per la raccolta dell'acqua piovana, scavata nei blocchi del podio stesso, con un piccolo bacino rettangolare all'angolo nord-est.
La cella era preceduta da un pronao, non conservato, di quattro colonne corinzie. Era a pianta quadrata e conserva gran parte delle pareti in opera quadrata di blocchi di calcare.

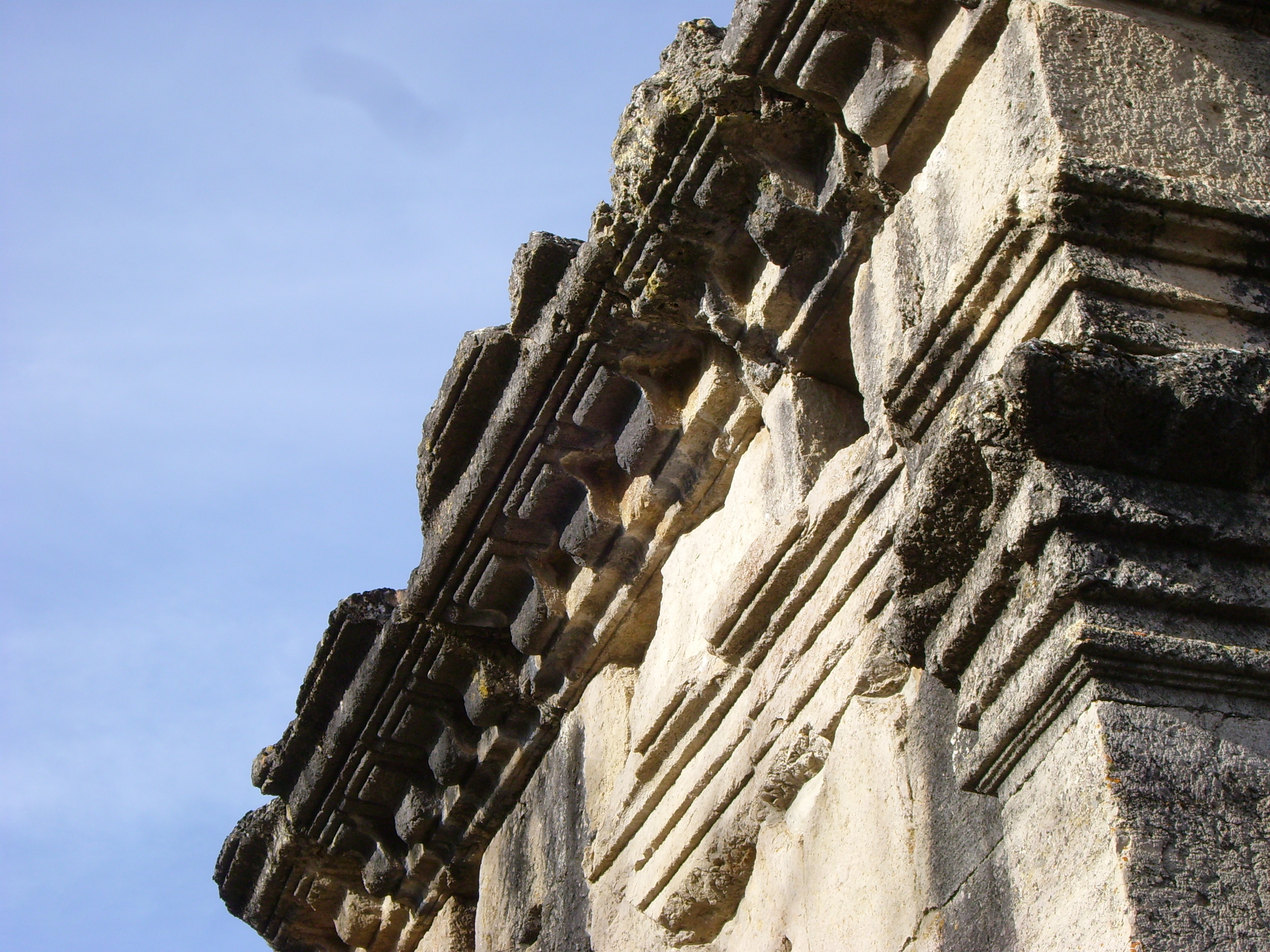
Trabeazione e capitelli sbozzati all'angolo posteriore destro della cella

Agli angoli la pareti della cella erano decorate da lesene con fusti lisci, basi tuscaniche e capitelli, sulla facciata corinzi, mentre quelli delle lesene sul retro sono stati lasciati nella forma sbozzata. Su tre lati rimane anche parte della trabeazione  con elementi lisci (cornice con mensole, fregio ionico e architrave a tre fasce). 

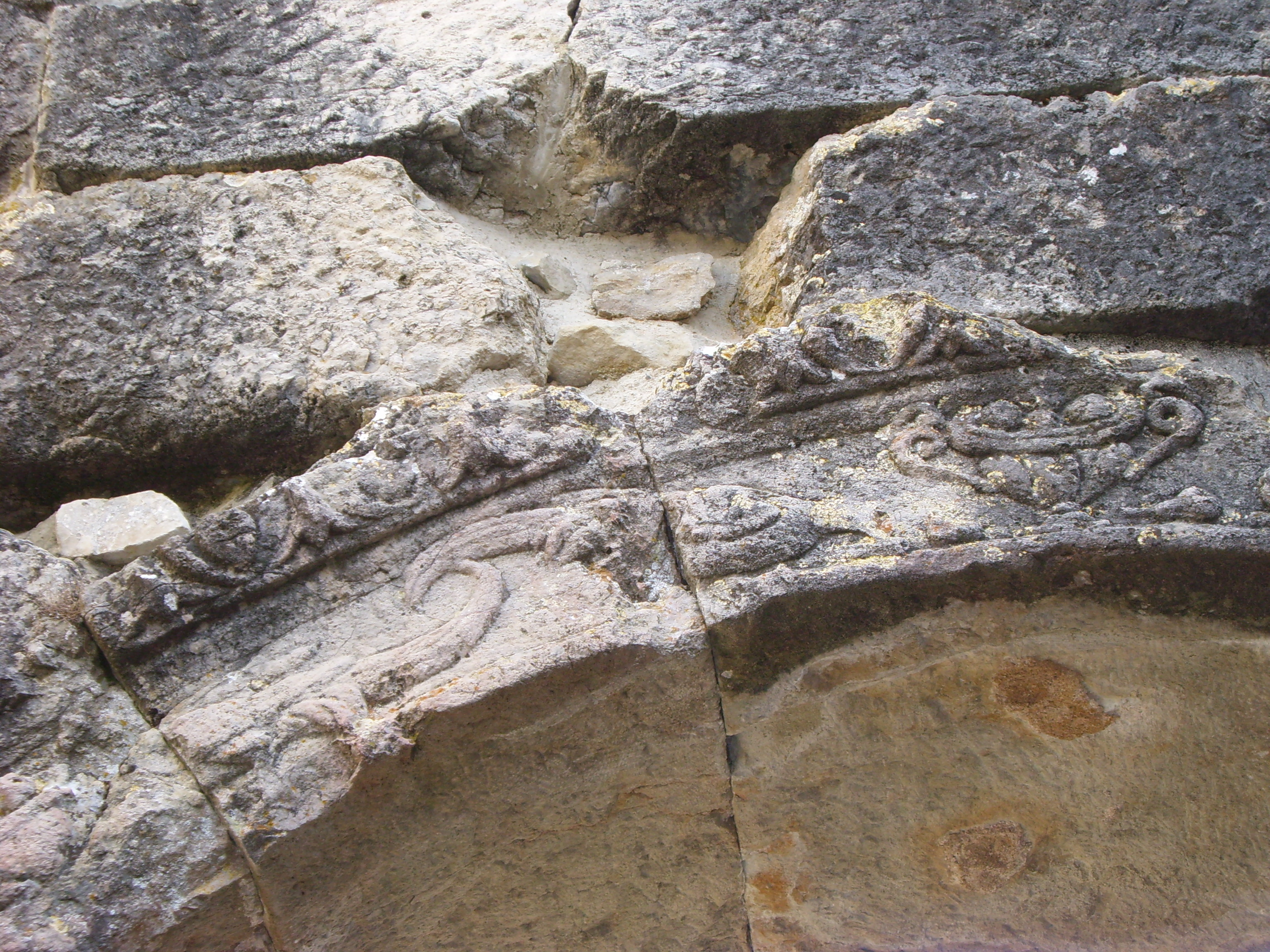
Archivolto della nicchia interna sul lato di fondo orientale, decorato con uccelli e vasi con frutti, particolare

All'interno della cella, sui lati nord, sud ed est, si aprono delle nicchie a pianta rettangolare, coperte da volte a botte, che sporgono all'esterno dal perimetro come bassi annessi rettangolari. Nelle nicchie dovevano essere ospitate le due sepolture e le statue dei defunti.
All'esterno, le sporgenze delle nicchie hanno ugualmente lesene angolari, con capitelli tuscanici e una trabeazione liscia (con cornice ionica, fregio ionico e architrave a due fasce).
La porta di ingresso della cella, sul lato occidentale, ad arco, ha un archivolto decorato da un fregio con girali di vite e geni alati, coronato da un kyma ionico a lancette. All'interno la nicchia sul lato di fondo orientale ha ugualmente un archivolto decorato con uccelli che beccano dei frutti ai piedi di un vaso.
Sulla porta di ingresso alla cella è presente anche un blocco di architrave orizzontale in corrispondenza dell'imposta dell'arco, sul quale è incisa, in una tabula ansata sostenuta da geni alati l'iscrizione di dedica su 5 righe:

| HONOR[I] ET MEMOR[I]AE LVC(I) POMPON(II) BASSUL(I) ET L(VCI) POMP(ONII) BALBIN(I) FILIORVM PI(I)SS[I]MORVM LVCIVS IVL[I]VS BASSIANVS PATER ET POMPONIA REGOLA MATER AEDEM A FVNDAMENTO VS- QVE CONSVMMAT[I]ONEM EXSTRVXERVNT ET DEDICAVERVNT CVM AEDIFICIIS CIRCVMIACENTIBVS |

ovvero: "In memoria e in onore di Lucio Pomponio Bassulo e di Lucio Pomponio Balbino, piissimi figli, Lucio Giulio Bassiano, il padre, e Pomponia Regola, la madre, hanno elevato [questo monumento] dalle fondazioni fino al completamento e lo hanno dedicato insieme agli edifici circostanti".

### Misure
La cella, con pianta leggermente irregolare, ha una lunghezza variabile tra 7,95 m e 9,50 m e si conserva per un'altezza complessiva di 6,98 m.
La porta della cella ha una larghezza di 2,18 m ed è alta 2,55 m e le nicchie hanno un'altezza tra 2,20 m e 2,28 m.

### Altri resti antichi

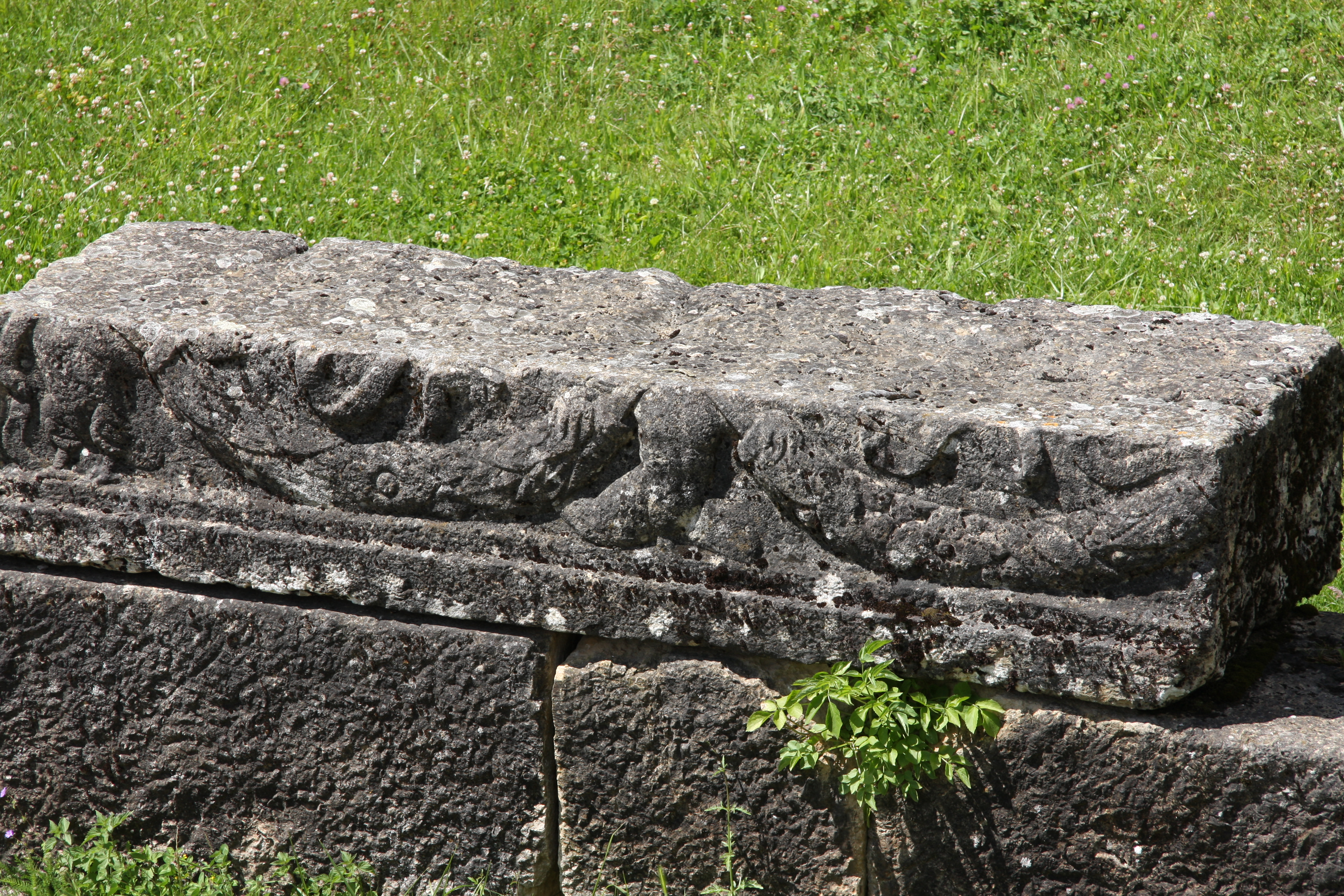
Uno dei blocchi di fregio con Amorini e ghirlande appartenenti ad una seconda tomba

Gli altri edifici del complesso a cui si allude nell'iscrizione potrebbero essere un altare per le cerimonie funebri e una seconda tomba per i genitori. 
Accanto alla tomba si conservano blocchi di un fregio con Amorini e ghirlande, appartenenti probabilmente ad un secondo monumento funerario, i cui resti sono stati rinvenuti circa 60 m più a sud, più in basso sul pendio.
Nelle vicinanze si trova una necropoli paleocristiana con circa 50 inumazioni in semplici fosse in terra